# La Cage (film, 2002)
Pour les articles homonymes, voir Cage (homonymie).
Pour plus de détails, voir Fiche technique et Distribution.
La Cage est un film français réalisé par Alain Raoust et sorti en 2002.

## Synopsis
Anne, 25 ans, est libérée après avoir purgé 7 ans de prison pour homicide. Afin de tourner la page, elle a besoin de rencontrer le père de sa victime.

## Fiche technique
- Titre : La Cage
- Réalisation : Alain Raoust
- Scénario : Alain Raoust
- Casting : Jean Claude Montheil
- Photographie : Hélène Louvart
- Son : Georges Prat
- Décors et costumes : Françoise Arnaud
- Scripte (préparation) : Edmée Doroszlai
- Scripte (tournage) : Caroline Leloup
- Montage : Sophie Deseuzes-Raoust
- Mixage : Jean-Marc Schick
- Musique : Pascal Humbert
- Sociétés de production :  Ahora Films (Anne Ruscio) - Gémini Films
- Société de distribution : Gémini Films
- Format :  couleur - 1,85:1 - 35 mm  - Son Dolby SR
- Pays d'origine :  France
- Tournage : en 2001
- Durée : 101 minutes
- Date de sortie : 4 septembre 2002

## Distribution
- Caroline Ducey : Anne Verrier
- Roger Souza : Jacques Delieu
- Beppe Chierici : Dario Dalmasso
- Maryvonne Shiltz : La mère
- Nathalie Besançon : La juge d'application des peines

## Distinctions
- Prix de la critique internationale et Prix du jury œcuménique du Festival de Locarno 2002[1]

## Tournage
La Cage a notamment été en partie tourné à Tours et Luynes, en Indre-et-Loire.